# Neobiota

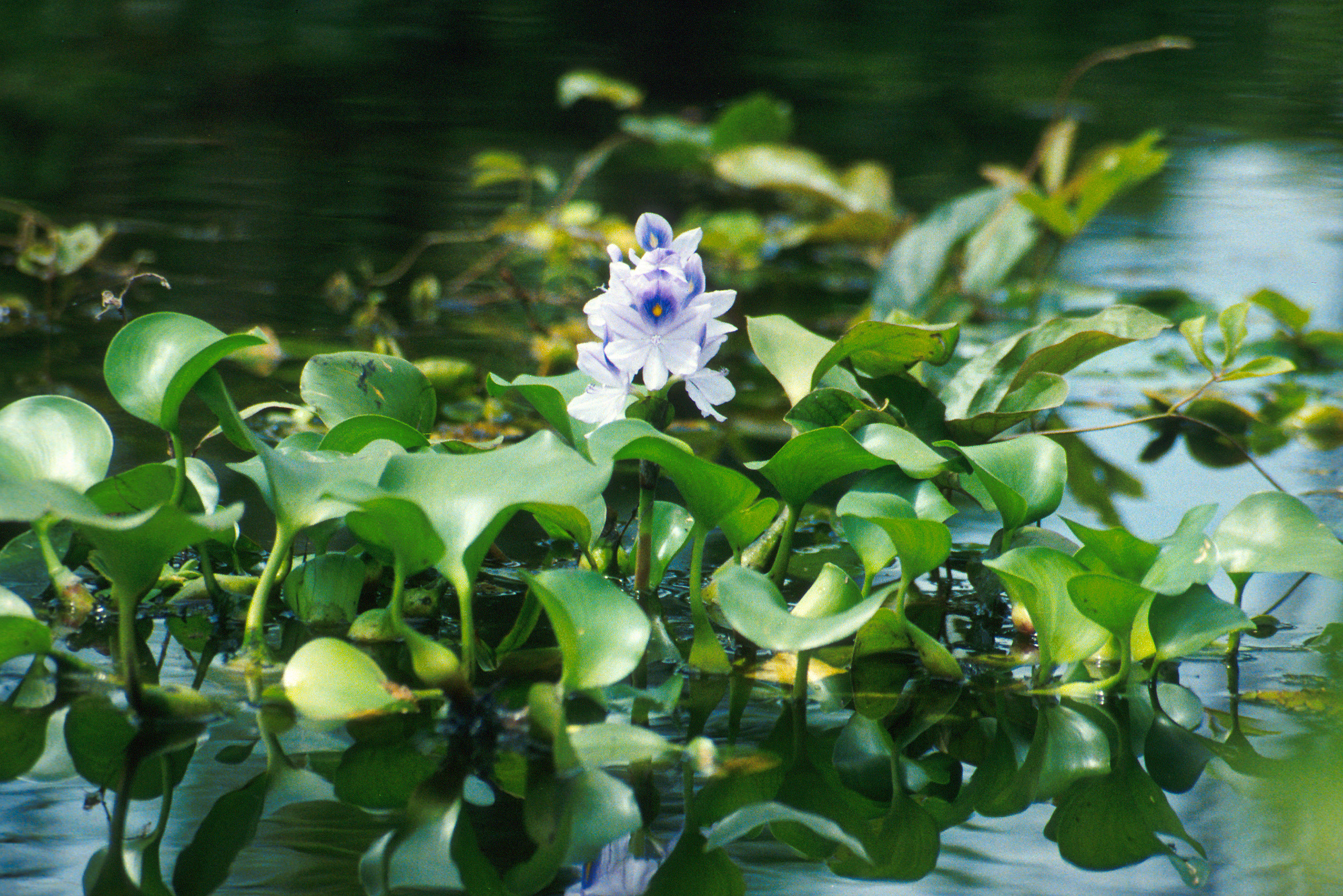
Dickstielige Wasserhyazinthe (Eichhornia crassipes), ein weltweit verbreiteter Neophyt

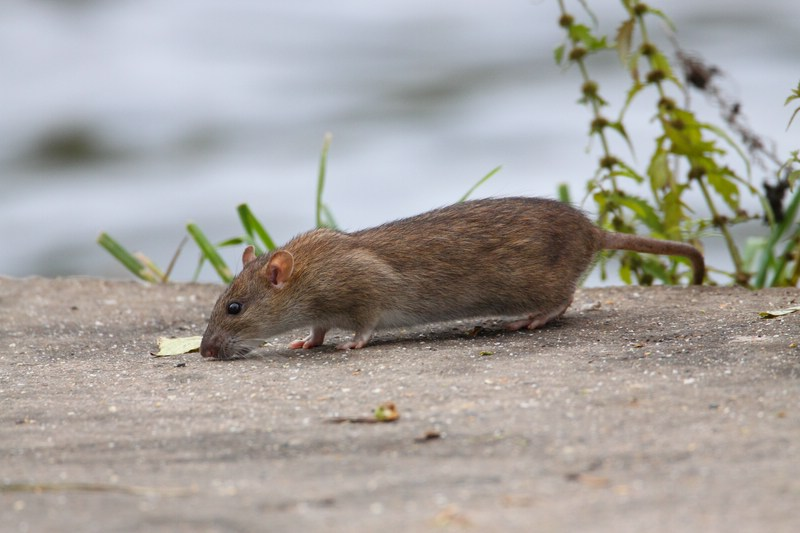
Wanderratte (Rattus norvegicus), ein weltweit erfolgreiches Neozoon

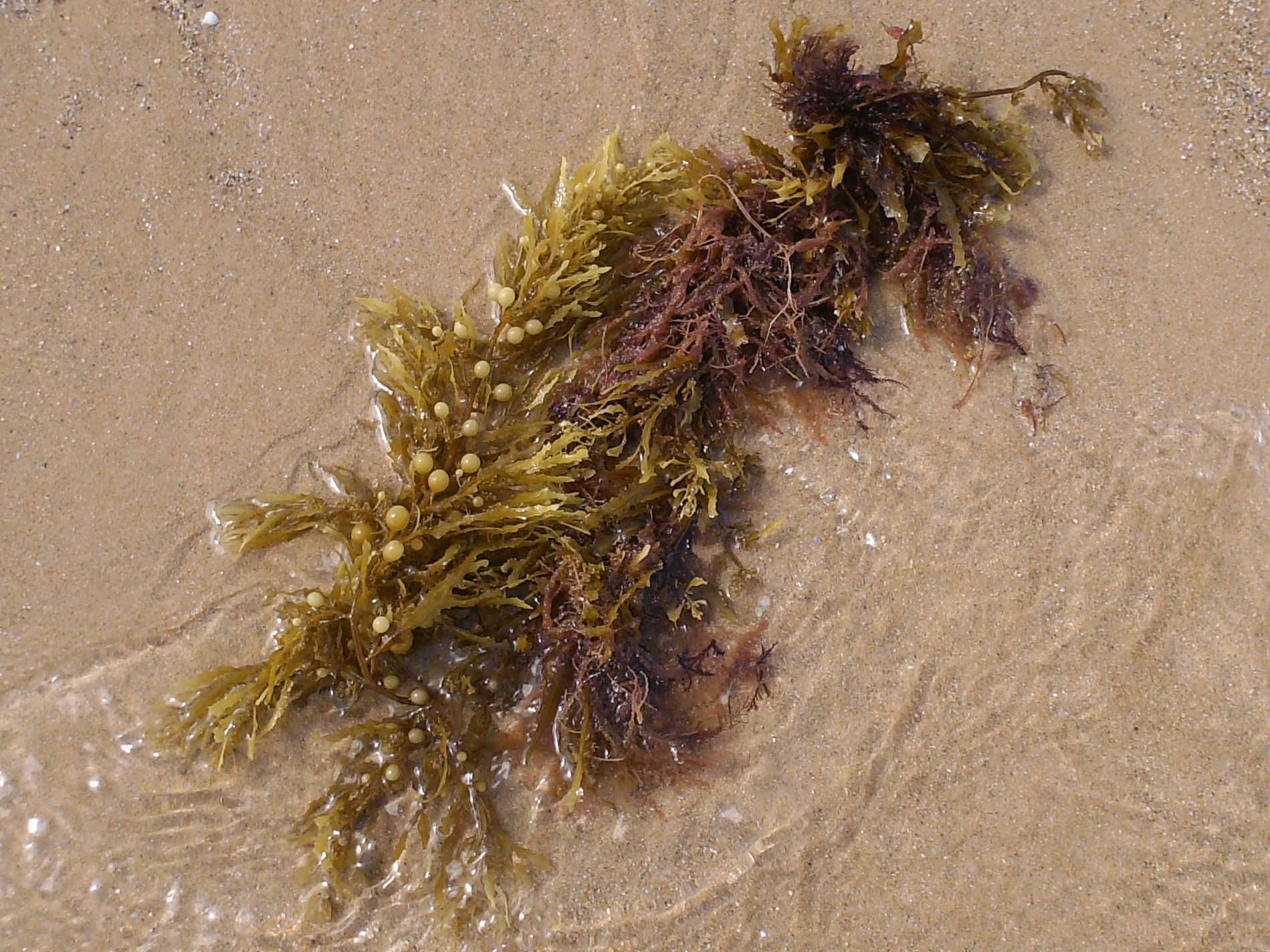
Sargassum muticum, ein invasiver Seetang aus der Gruppe der Braunalgen

Als Neobiota (Plur.; auch Neobionten, Sing. der Neobiont; von altgriechisch νέος néos „neu“ und βίος bíos/βίοτος bíotos „Leben“) bezeichnet man Lebewesen, das heißt Arten und untergeordnete Taxa, die nicht allein auf natürlichem Weg aus eigener Kraft, sondern mit Hilfe des Menschen in ein Gebiet einwandern, in dem sie zuvor nicht heimisch waren. Als „etabliert“ gelten sie, wenn sie sich dann ohne Einfluss des Menschen selbständig über mehrere Generationen erhalten können. Besonders im deutschsprachigen Raum unterscheidet man dabei:
- Neophyten (Sing. der Neophyt; φυτόν phytón „Gewächs, Pflanze“): neobiotische Pflanzen, Algen und Moose
- Neozoen (Sing. das Neozoon; ζῶον zṓon „Geschöpf, Tier“): neobiotische Tiere
- Neomyceten (Sing. der Neomycet; μύκης mýkēs „Pilz“): neobiotische Pilze und Mikroorganismen

Neobiota, die große ökonomische oder ökologische Schäden anrichten oder Krankheiten übertragen, werden als invasive Arten bezeichnet. Im Recht der Europäischen Union gibt es umfassende Verbote und Vorschriften für „invasive gebietsfremde Arten“.
In Europa gilt für Neobiota das Jahr 1492 als Stichjahr (die „Entdeckung“ Amerikas). Gebietsfremde Arten, die bereits vor 1492 dauerhaft in die freie Natur eingebracht wurden, werden als Archäobiota bezeichnet (beziehungsweise Archäophyten, Archäozoen und Archäomyzeten). Archäo- und Neobiota werden beide unterschieden von den einheimischen Arten, die in Europa bereits am Ende der letzten Eiszeit vorhanden waren, sich aus eigener Kraft angesiedelt haben oder evolutionär entstanden sind.
Manche Neobiota werden vom Menschen absichtlich aus anderen Weltregionen eingeführt, zum Beispiel Nutzpflanzen oder Tiere für die Jagd. Andere Neobiota werden unbeabsichtigt eingeschleppt, zum Beispiel im Ballastwasser von Schiffen. Mit der Zunahme des weltweiten Verkehrs steigt auch die Zahl der Transportmittel (Vektoren) für Neobiota. Den Vorgang der Einwanderung oder Einschleppung, Etablierung und Ausbreitung im neuen Gebiet bezeichnet man als Hemerochorie oder biologische Invasion. Das zugehörige Teilgebiet der Biologie ist die Invasionsbiologie.
Neobiota zeichnen sich meist durch typische Eigenschaften wie Anpassungsfähigkeit, hohe Fortpflanzungsrate und oft auch eine Assoziation mit Menschen aus. Diese Eigenschaften bestimmen im Zusammenspiel mit der Anfälligkeit des neuen Gebietes für biologische Invasoren und der Anzahl verschleppter Individuen (englisch propagule pressure) die Erfolgswahrscheinlichkeit, mit der sich nach einem Ausbreitungsereignis eine stabile Population etabliert.
Die meisten Neobiota verursachen keine merklichen Schäden. Als Faustregel gilt bisher, dass sich von neu einwandernden Arten 10 % etablieren können – und dass von den etablierten gebietsfremden Arten wiederum 10 % „invasiv“ werden. Die Latenzzeit von der Einwanderung bis zur Entdeckung von Schäden kann allerdings sehr lang sein. Neben Klimawandel gelten invasive Arten heute als eine Hauptursache für Artensterben und Verlust von Biodiversität. Oft verändert sich die Zusammensetzung der Biozönose beträchtlich, zum Beispiel durch Prädation oder als Folge von Konkurrenzdruck. Neobiota können massive wirtschaftliche Schäden anrichten, zum Beispiel als Forst-, Uferschutz- und Landwirtschaftsschädlinge. Sie können außerdem als Vektoren von Pathogenen in Erscheinung treten, die teilweise auch Nutzpflanzen, Nutztiere und den Menschen befallen können.

## Begrifflichkeiten

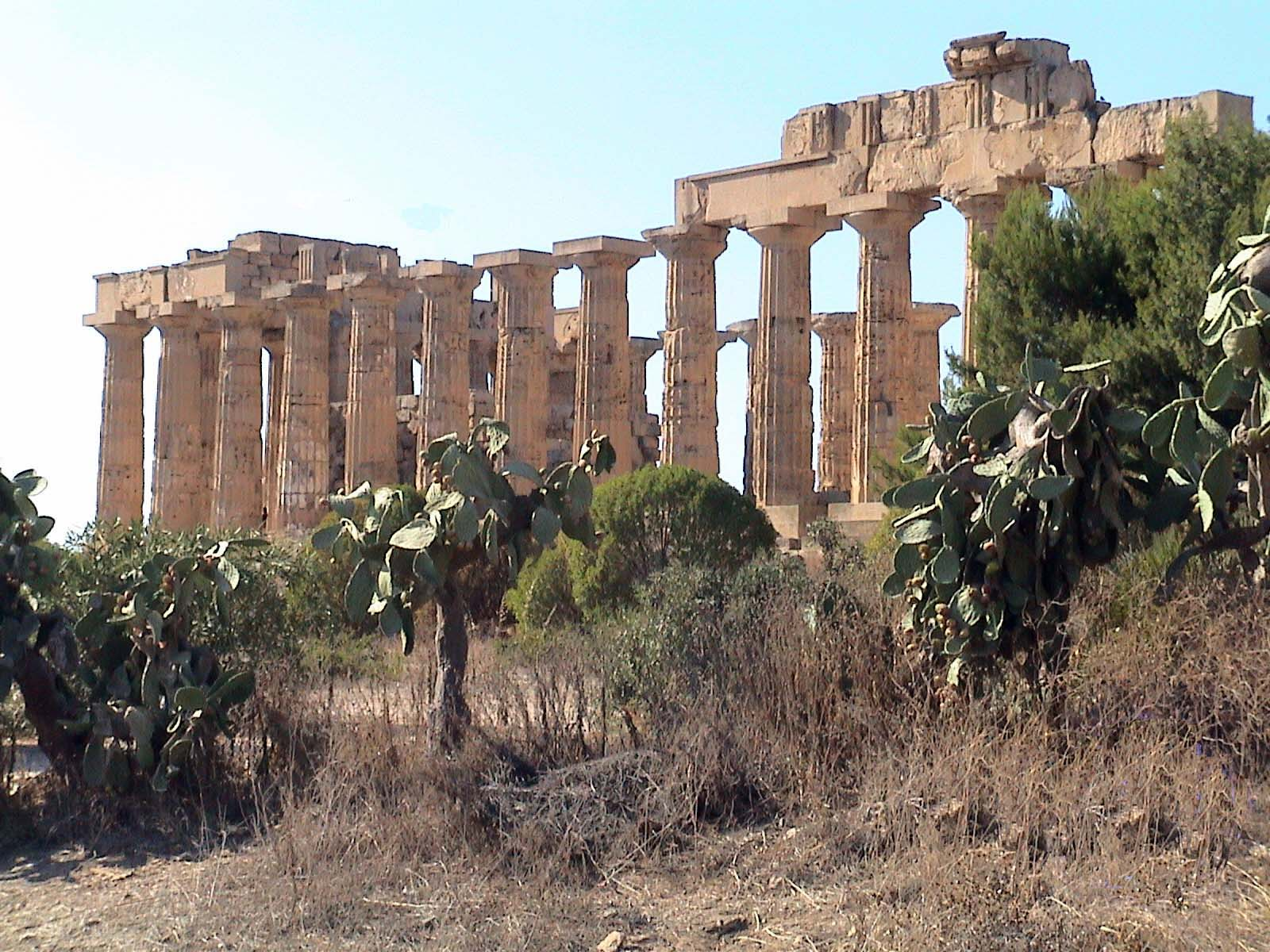
Aus Amerika stammende Opuntien an einem antiken griechischen Tempel in Selinunt, Sizilien

Die Terminologie der Invasionsbiologie ist sehr uneinheitlich. Im englischen Sprachraum werden vornehmlich Bezeichnungen wie invasive species oder alien species genutzt, die verschieden ausgelegt werden und nicht zwischen verschiedenen Tiergruppen oder Eigenschaften der Art differenzieren. Die International Union for Conservation of Nature and Natural Resources (IUCN) unterscheidet in ihren Definitionen zwischen alien species und invasive alien species. Alien species sind Arten, die durch menschlichen Einfluss in ein fremdes Gebiet eingeschleppt wurden. Das Attribut invasive (invasiv) wird Arten zugeschrieben, die in ihrem neuen Lebensraum bereits heimische Arten verdrängen.
Eine Meinung ist, dass auch sich ohne menschlichen Einfluss ausbreitende Taxa als Neobiota bezeichnet werden; für derartige Taxa wurde allerdings der Begriff neueinheimisch (englisch neonative) vorgeschlagen.
Neben der Uneinheitlichkeit wurde auch die militärische oder gar xenophobe Konnotation von invasive und alien kritisiert. Die wertneutrale Bezeichnung Neobiota vereinigt alle Arten, die durch menschlichen Einfluss neue Gebiete besiedelt haben. Die Bezeichnungen mit neo werden allerdings nicht ganz einheitlich gebraucht:
- Nach einer Auffassung gelten die Bezeichnungen Neobiota beziehungsweise Neophyten oder Neozoen unabhängig davon, wann eine Art eingeschleppt wurde.
- Nach einem anderen Verständnis gelten diese Bezeichnungen nur für ab 1492 verschleppte Arten.[11] Als Grenze wurde das Jahr der Entdeckung Amerikas durch Kolumbus gewählt, weil es den Beginn des intensiven Austauschs von Lebewesen zwischen Europa und Amerika markiert. Zuvor verschleppte Arten, etwa im Zuge der neolithischen Revolution verschleppte Nutzpflanzen, werden Archäobiota genannt beziehungsweise Archäophyten (Pflanzen) oder Archäozoen (Tiere). Diese Bezeichnungen werden vornehmlich im deutschen Sprachraum gebraucht.

Für gebietsfremde Arten existieren noch zahlreiche weitere Kategorien, siehe dazu Kühn & Klotz (2002). Archäobiota und Neobiota werden unter dem Begriff Adventivarten zusammengefasst (bei Pflanzen: Adventivpflanzen). Abhängig von der (unbewussten) Einschleppungs- oder (bewussten) Einführungsart und dem folgenden Etablierungsgrad gibt es unter den Adventivpflanzen noch weitere Differenzierungen.
Die Bezeichnung Neophyten geht auf die von 1918 stammende und anerkannte Definition von Albert Thellung zurück, die später vielfach modifiziert wurde. Die entsprechende zoologische Definition (Neozoen) ist weitaus jünger (Ragnar Kinzelbach 1972) und nicht in demselben Maß verbreitet und allgemein anerkannt. Die Bezeichnung Neomyceten wurde 1999 von Markus Scholler eingeführt.

## Biologische Invasionen

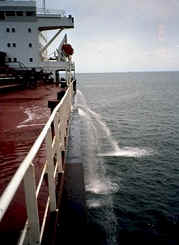
Ballast- und Bilgewasser gehören zu den wichtigsten Vektoren für aquatische Neobiota.

Der gegenwärtig wohl wichtigste Vektor für Neobiota ist der Welthandel; sein stetiges Wachstum erhöht die Anzahl von neuen Neobiota beträchtlich. Zu den wichtigsten Vektoren gehören Frachtschiffe, wo Neobiota etwa in Containern oder Frachtgut versteckt eingeschleppt werden können. Auch die Luftfahrt verbreitet Neobiota weiter. Die Verbreitung über Handelswege ist zumeist unbeabsichtigt. Es ist auf Länderebene eine Korrelation von Wirtschaftsstärke und Anzahl von Neobiota festzustellen. In der Vergangenheit, seltener auch heute, wurden Neobiota auch absichtlich ausgesetzt, z. B. als biologische Schädlingsbekämpfung oder Wild. Ebenso können Neozoen aus menschlicher Haltung entweichen und stabile Populationen etablieren, und Nutzpflanzen können sich in der Wildnis etablieren. Invasive Arten gelten als bedeutender Teil der Globalisierung.
Wenn Menschen Einfluss auf die Umwelt nehmen, können sich Organismen dadurch indirekt verbreiten und als Neobiota in ein neues Gebiet einwandern. Beispielsweise ermöglichen Kanalbauten Wasserlebewesen den Zugang zu einem neuen Gebiet. Es ist aber nicht immer eindeutig feststellbar, ob sich die Arten aufgrund anthropogener Umweltveränderungen ausgebreitet haben und folglich als Neobiota einzustufen sind. Die Ausbreitung der Türkentaube (Streptopelia decaocto) zum Beispiel könnte einerseits auf die Schaffung von Agrarlandschaften als Nahrungsangebot für die Taube zurückzuführen sein, andererseits auf genetische Anpassungen der Taube.
Laut einer 2015 in Nature veröffentlichten Studie wurden nachweislich mindestens 13.186 Pflanzenarten durch den Einfluss des Menschen aus ihrem ursprünglichen Lebensraum in andere Regionen verschleppt und dort heimisch; den größten Zuwachs verzeichnete Nordamerika, die wichtigste Quelle für alle anderen Kontinente war Europa.

## Eigenschaften
Nachdem gebietsfremde Lebewesen in ihrer neuen Umgebung angekommen sind, können sie aussterben oder sich etablieren (eine sich fortpflanzende Population aufbauen). Der Erfolg beim Etablieren hängt sehr stark von den Eigenschaften des betreffenden Neobionten ab. Eine Reihe von Faktoren scheinen eine Etablierung zu begünstigen. Es wird davon ausgegangen, dass eine höhere Fortpflanzungsrate, kurze Generationsfolge und schnelles Wachstum den Erfolg eines Neobionten begünstigt (r-Strategie). Der Zusammenhang wurde in mehreren Fallstudien an eingeschleppten Fischen und Landpflanzen bestätigt; so kann schnell eine neue Population aufgebaut werden, und die Population kann sich eher von Bestandseinbrüchen erholen. Neophyten zeichnen sich daneben oft durch eine hohe Samenproduktion, große Samen und frühe Geschlechtsreife aus. Generalisten können sich leichter in neuen Lebensräumen etablieren, da sie ein breiteres Spektrum von ökologischen Parametern tolerieren. Das lässt sich unter anderem bei eingeschleppten, generalistischen Prädatoren beobachten: Ihnen fehlt in neuen Lebensräumen nicht ihre spezielle Beute, und sie können nach Bestandseinbrüchen ihres bevorzugten Beutetiers auf andere Beute ausweichen. Auch erweisen sich physiologisch an verschiedene Wasserwerte (z. B. Salinität, Temperatur) angepasste Fische als besonders invasiv.
Die Fähigkeit zur raschen Änderung des Phänotyps in Anpassung an eine neue Umgebung bezeichnet man als phänotypische Plastizität; sie begünstigt den Erfolg einer Invasion. Ein typisches Beispiel sind die mittelamerikanischen, baumbewohnenden Anolis-Echsen (Anolis): Sie können im Laufe ihrer Individualentwicklung (Ontogenese) abhängig von der Dicke der Äste ihres Lebensraums besonders lange oder kurze Hinterbeine ausbilden. Dies kam dem Bahamaanolis (Anolis sagrei) bei seinen Invasionen in Nord- und Mittelamerika zugute. Dasselbe dürfte für die Anpassung des Verhaltens an die neue Umgebung gelten. Einen empirischen Hinweis auf die Gültigkeit dieser Hypothese lieferte die Analyse von rund 600 Invasionen von Vögeln. Dabei wurde festgestellt, dass Vögel mit einem im Verhältnis zu ihrer Körpergröße großen Gehirn sich besonders wahrscheinlich etablieren. Die erhöhten kognitiven Fähigkeiten eines größeren Gehirns ermöglichten offenbar eine erfolgreiche Anpassung des Verhaltens an die neue Umgebung. Ein ähnlicher Zusammenhang wurde auch für Säugetiere wahrscheinlich gemacht, allerdings wird die Relevanz beider Ergebnisse auch von anderen als methodisch zweifelhaft bestritten.
In den meisten Fällen ist davon auszugehen, dass ökologische Unähnlichkeit zu bereits etablierten Arten die Invasion eines Neobionten begünstigt – in solchen Fällen könnte der Neobiont noch ungenutzte Ressourcen verwenden oder auf mangelnden biotischen Widerstand (z. B. Fressfeinde) treffen.
Daneben wurde für viele Neobiota eine gute Fähigkeit zur Ausbreitung und bei Pflanzen eine besonders effektive Nutzung von Licht, Wasser und Stickstoff in Zusammenhang mit der Fähigkeit zur Etablierung festgestellt.
Die Beziehung zum Menschen kann ebenfalls den Erfolg einer Invasion begünstigen. Für den Menschen unauffällige Neobiota wie z. B. nachtaktive Schlangen können Bekämpfungsmaßnahmen entgehen, und eingeschleppte Haustiere und Nutzpflanzen werden oft nicht bekämpft. Als Kommensalen der menschlichen Zivilisation lebende Neozoen finden überall Ressourcen zur Etablierung (z. B. Wanderratte, Rattus norvegicus), und einige Arten können durch ihre Lebensfähigkeit in durch Menschen erzeugtem Mikroklima ansonsten klimatisch ungünstige Bedingungen tolerieren (z. B. Argentinische Ameise, Linepithema humile).

## Auswirkungen
Welche ökologischen Folgen und ökonomischen Auswirkungen Neobiota haben und wie sie sich auf nicht-ökonomische Werte von Natur auswirken, ist Gegenstand einer seit Jahrzehnten andauernden, äußerst kontroversen Diskussion, die auf konkurrierende, kulturell geprägte Deutungsmuster schließen lässt.
Weitgehende Einigkeit dürfte bestehen, dass die meisten Neobiota nur geringe ökologische Folgen und Auswirkungen auf den Menschen haben, aber eine Reihe von invasiven Arten starken negativen Einfluss auf ihren neuen Lebensraum, die lokale Wirtschaft und/oder die Gesundheit des Menschen haben.

### Auf den Menschen

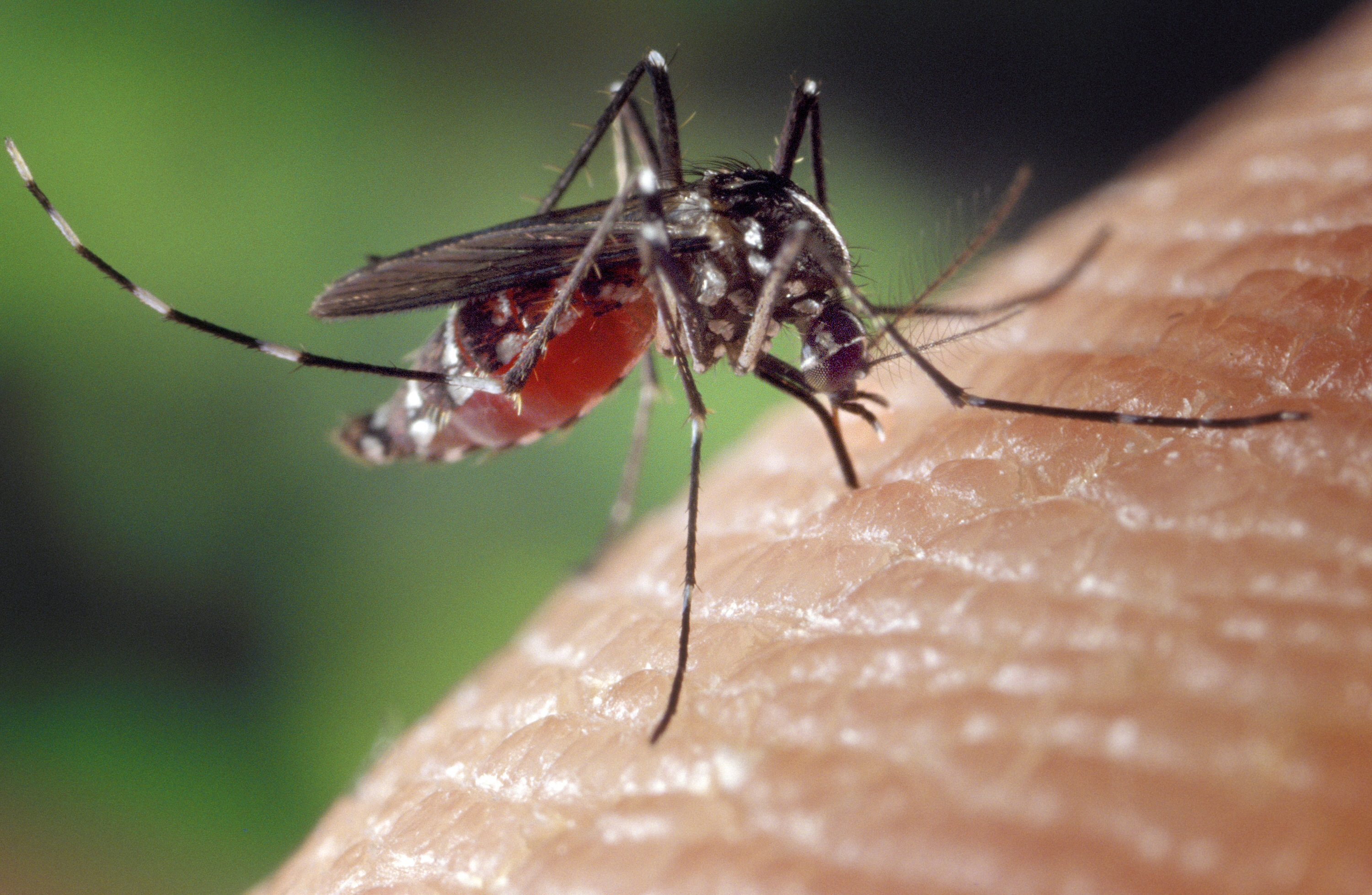
Die Asiatische Tigermücke (Aedes albopictus) wurde in zahlreiche Länder verschleppt und ist Überträgerin von Krankheitserregern.

Gefahr für die menschliche Gesundheit kann von Neobiota ausgehen, die Krankheiten übertragen. Eingeführte Arten können als Vektor für eine neue Zoonose dienen oder sie können Vektor für bereits vorkommende Krankheiten werden und so Infektionsraten erhöhen. Ein Beispiel sind Moskitos, deren Ausbreitung zudem durch die globale Erwärmung begünstigt wird. Durch das Entstehen neuer, warm-feuchter Lebensräume könnten krankheitsübertragende Moskitos in Verbindung mit menschlichem Transport ihr Verbreitungsgebiet erheblich erweitern. Von Neophyten ist bekannt, dass sie Allergien auslösen oder durch Umstrukturierung von Pflanzengemeinschaften die Wahrscheinlichkeit für Brände erhöhen können.
Neobiota können schädliche Auswirkungen auf die Wirtschaft haben; die weltweiten jährlichen Verluste durch Neobiota schätzt Davis (2009) auf mehrere hundert Milliarden Dollar. Auch hier treten Neobiota als Vektoren für Pathogene auf, etwa von Nutzpflanzen-Krankheitserregern. In Südafrika hingegen senkten eingeschleppte Kiefern (Pinus), Eukalypten (Eucalyptus) und Akazien (Acacia) den Wassergehalt von Böden, wodurch die Landwirtschaft Schaden nahm. Auch können Neobiota selbst Schädlinge sein, wie z. B. der Forstschädling Blaue Fichtenholzwespe (Sirex noctilio). In armen Regionen kann dies verheerend sein: Die Tabakmottenschildlaus (Bemisia tabaci) führte in armen Regionen Mexikos das Tomatenvirus TYLCV (tomato yellow leaf curl geminivirus) ein; die Bauern können sich Bekämpfungsmaßnahmen wie Pestizide nicht leisten, und die Ernte fällt oft nahezu total aus.

### Auf Ökosysteme

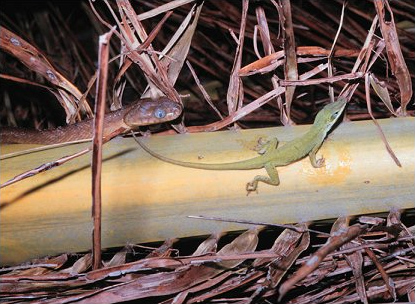
Braune Nachtbaumnatter (Boiga irregularis) pirscht sich an einen Rotkehlanolis (Anolis carolinensis) an.

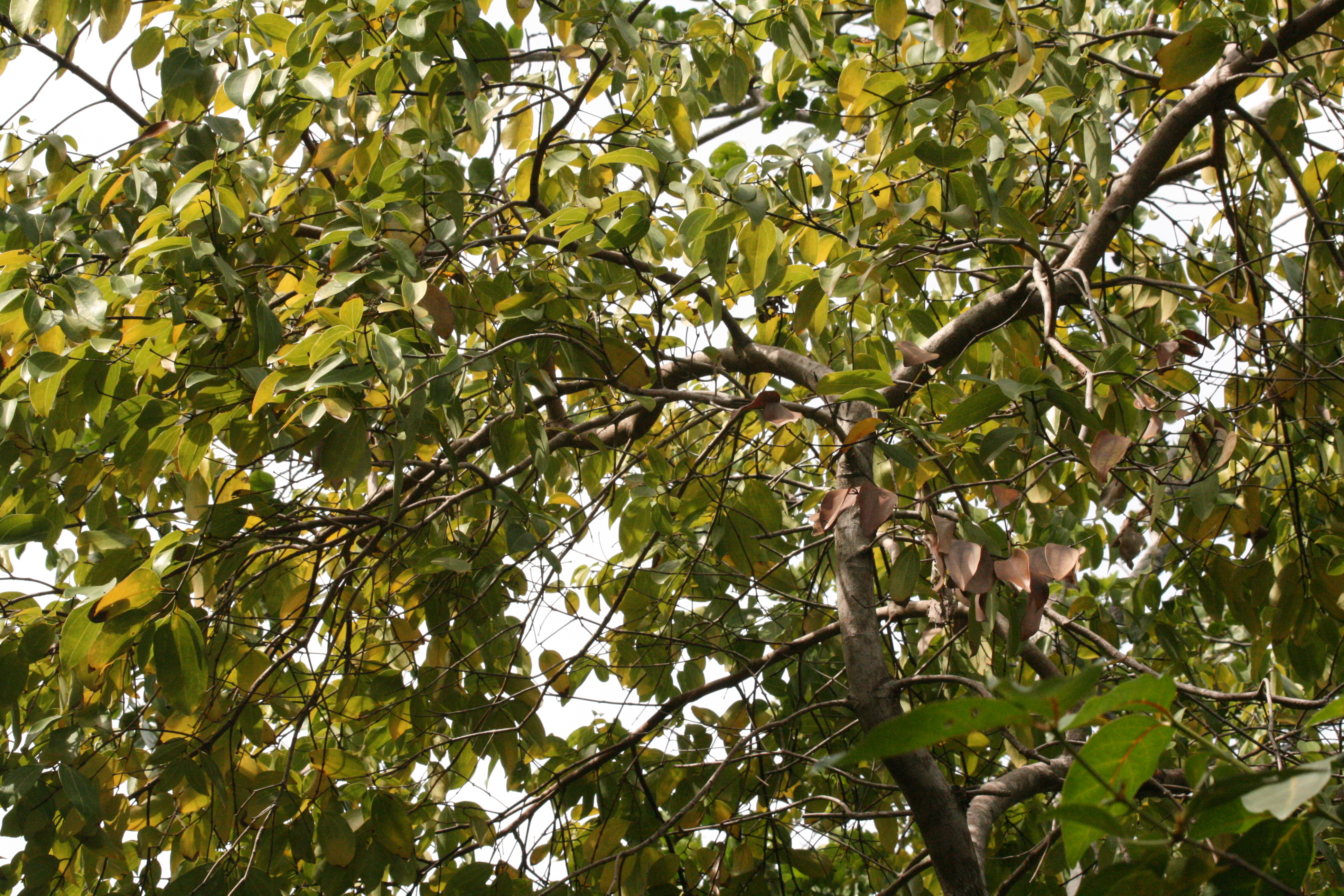
Der Ceylon-Zimtbaum (Cinnamomum verum) ist Neophyt auf den Seychellen. Aufgrund seines dichten Wurzelnetzwerks ist er in der Konkurrenz um die Nährstoffe in den nährstoffarmen Böden der Seychellen heimischen Bäumen überlegen.

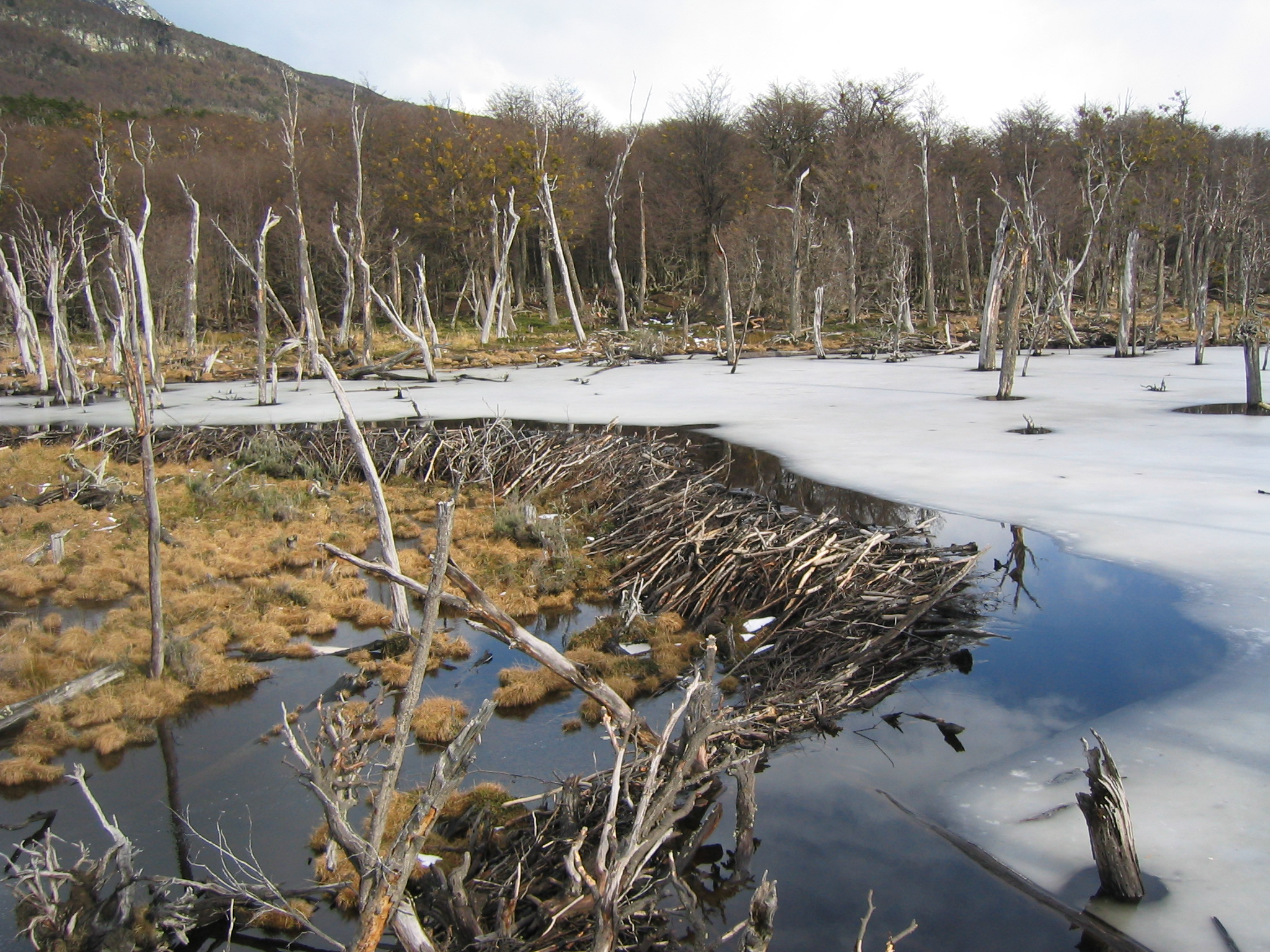
Damm von Kanadischen Bibern (Castor canadensis) auf Isla Grande de Tierra del Fuego (Argentinien, Chile). Diese Neozoen wurden dort 1946 für den Pelzhandel ausgesetzt – sie veränderten das Landschaftsbild stark und verursachten Eutrophierung, stellenweise gerieten sie auch in Konflikt mit der Forstwirtschaft.

Neobiota verändern oft die Zusammensetzung einer Biozönose signifikant und können den Bestand von heimischen Arten vermindern. Gelegentlich verändern sie auch die physische Struktur in ihrem neuen Verbreitungsgebiet. Ökosysteme bieten auch ökonomischen Nutzen (Ökosystemdienstleistung), von der Bestäubung von Kulturpflanzen bis hin zu Freizeitaktivitäten. Somit geht mit einer Störung der Ökosysteme oft ein wirtschaftlicher Schaden für den Menschen einher.
Neobiota können den Bestand von einheimischen Arten stark verringern. Dabei können die von ihnen mitverschleppten Pathogene oder Parasiten den Bestand vermindern, oder aber der Neobiont ist selber ein Prädator. Insbesondere auf Inseln kann es zum Artensterben kommen, da Tiere in solchen isolierten Ökosystemen nur geringem Selektionsdruck durch Prädatoren ausgesetzt waren und somit keine natürlichen Fluchtinstinkte oder andere Abwehrmaßnahmen ausbildeten. Es wird geschätzt, dass bei 54 % der Artensterben in historischer Zeit, bei denen die Gründe für das Aussterben bekannt sind, Neobiota eine mehr oder weniger bedeutende Rolle spielten; somit sind Neobiota nach Habitatzerstörung die wichtigste Ursache für Artensterben. Auf Guam bejagte die Braune Nachtbaumnatter (Boiga irregularis) zehn der zwölf heimischen Vogelarten bis zu deren Aussterben. Obwohl die Vögel Guams als Beutetiere nun fehlen und der Bestand der Braunen Nachtbaumnatter einbrechen müsste, kann die Schlange durch eingeführte Beutetiere wie den Rotkehlanolis (Anolis carolinensis) ihren Bestand aufrechterhalten und weiterhin Druck auf Guams Avifauna ausüben. In kontinentalen Ökosystemen kommt es jedoch meist nicht zum Artensterben, sondern nur zu Bestandsabnahmen. Eingeführte Herbivoren können Pflanzenbestände dezimieren. Überhöhter Weidegang kann weitreichende Folgen haben, in Chile etwa führten verschleppte Hasenartige (Lagomorpha) und Rinder zur Versteppung einstiger Wälder.
Neobiota können auch in Konkurrenz mit heimischen Arten treten. Durch Konkurrenz wird zwar nur selten ein Aussterben verursacht, Bestandseinbrüche sind jedoch möglich. Besonders auf nährstoffarmen Böden können Neophyten durch Konkurrenz um Nährstoffe heimische Pflanzen dezimieren. Über der Erde hingegen herrscht eine Konkurrenz um Licht für die Photosynthese. Auch bei Neozoen besteht die Möglichkeit eines Konkurrenzausschlusses: Auf San Salvador (Galápagos-Archipel) eingeführte Hausratten (Rattus rattus) verteidigen von ihnen aufgefundene Ressourcen aggressiv gegen Galápagos-Reisratten der Art Nesoryzomys swarthi, was deren Bestand negativ beeinflusst.
Wird eine negative Einwirkung eines Neobionten über weitere Arten an eine heimische Art gegeben, bezeichnet man dies als indirekte Einwirkung. Ein Beispiel sind Rückgänge von Pflanzenarten, die indirekt über den Rückgang von Bestäubern verursacht wurden. Gründe können z. B. die Konkurrenz von Neophyten um die Bestäuber sein oder die Verringerung der Bestände der Bestäuber durch räuberische Neozoen. Indirekte Einwirkungen können also über die Störung von bestehenden symbiotischen Beziehungen erfolgen. Ebenso ist dies über die Veränderung von Nahrungsnetzen möglich. Von einigen invasiven Muscheln wurde z. B. bekannt, dass sie durch übermäßige Bestandsreduktion des Phytoplanktons ganze Nahrungsnetze zum Zusammenbruch brachten – dies bezeichnet man als trophische Kaskade.
Auch können Neobiota biogeochemische Prozesse verändern, was sich negativ auf heimische Arten auswirken kann. Dies ist insbesondere von Neophyten, aber auch von Neozoen bekannt. Bestimmte Neophyten etwa erhöhten den Stickstoff-Eintrag von Böden sehr stark und stören damit den lokalen Stickstoffkreislauf. Ratten können den Nährstoffeintrag auf eine Insel senken, da Seevögel von Ratten bewohnte Inseln meiden und keinen Guano mehr eintragen. Andere Neobiota verändern ihre Umwelt physisch (Ökosystemingenieure), oft mit negativen Auswirkungen auf heimische Arten. Auf Macquarie Island vor Tasmanien führte Überweidung durch Hasen zu Erdrutschen, wodurch Nistplätze von Seevögeln zerstört wurden. In Nordamerika eingeführte Regenwürmer (Lumbricidae) bewegen die Pflanzenreste und den Humus aus dem Streu in tiefe Erdschichten, wodurch heimische Pflanzen eine Knappheit an Stickstoff und Phosphor erleiden. Ökosystem-Ingenieure können auch positive Auswirkungen auf ihre neue Heimat haben: Neophyten können etwa die Erosion von Hängen reduzieren, auf denen zuvor heimische Vegetation durch menschlichen Einfluss entfernt wurde. Eingeschleppte Ökosystemingenieure erhöhen offenbar die Biodiversität eines Ökosystems, wenn sie die Heterogenität der Ressourcenverteilung erhöhen. Sie bewirken eine Abnahme der Biodiversität, wenn sie eine homogenere Ressourcenverteilung bewirken.
Infolge von biologischen Invasionen kann es also zu einer Sukzession und einem stark veränderten Ökosystem kommen.

### Auf andere Neobiota
Neobiota können andere Neobiota positiv beeinflussen, was wiederum eine Reihe kritischer Prozesse auslösen kann (invasional meltdown).
So verursachte die Gelbe Spinnerameise (Anoplolepis gracilipes) als Neozoon auf den Weihnachtsinseln jahrzehntelang keine Probleme.
Nachdem aber die Schildlaus Coccus celatus eingeschleppt worden war, konnte die Gelbe Spinnerameise von dem Honigtau der Schildlaus profitieren und es entwickelten sich größere Populationen, welche für den Rückgang der Weihnachtsinsel-Krabbe (Gecarcoidea natalis) verantwortlich sind und in der Folge auch für Schäden am Wald.
Schon etablierte Neobiota können ein Ökosystem resistenter gegen neue Neobiota machen. So wurde die Ausbreitung von Kiefern (Pinus) in mehreren Fällen durch zuvor etablierte Herbivoren gestoppt. Neobiota können andere Neobiota auch negativ beeinflussen. Beispielsweise befällt die sich zunehmend in Europa ausbreitende Rosskastanienminiermotte seit Ende des 19. Jahrhunderts die in Europa eingeführte Gewöhnliche Rosskastanie.

## Bekämpfung

### Prävention
Als kostengünstigste Maßnahme zur Abwehr schädlicher Neozoen gilt Prävention – die Kosten für umfassende Prävention dürfen jedoch nicht unterschätzt werden, da Neobiota über viele verschiedene Wege in neue Ökosysteme eindringen können. Prävention erfolgt in vielen Fällen über Gesetze und Grenzkontrollen. Die IUCN fordert in einer Richtliniensammlung dazu auf, besonders risikoreiche Einschleppungswege und mögliche Startpunkte einer Invasion ausfindig zu machen und dann die finanziellen Mittel zur Abwehr vorwiegend auf diese zu konzentrieren. Zum Beispiel kann für bestimmte Regionen ermittelt werden, welche Arten sie besonders leicht besiedeln können, um dann besonders anfällige Regionen auf die jeweils wahrscheinlichsten Neobiota zu überwachen. Für mehrere Bundesstaaten der USA wurden etwa Klimadaten von verschiedenen Orten mit den klimatischen Bedürfnissen von Pflanzen verglichen, die sich in der Vergangenheit als invasiv erwiesen haben. Dadurch kann die Ausbreitung solcher Neophyten besser überwacht werden.
In einer 2010 in den Proceedings of the National Academy of Sciences veröffentlichten Studie wurde ein besonders starker Zusammenhang zwischen Invasionen und der Bevölkerungsdichte sowie dem Wohlstand eines Landes festgestellt. Die anhand europäischer Länder durchgeführte Studie kommt zu dem Schluss, dass diese Variablen stark mit höherer Einschleppungsrate (z. B. Tierhandel), Eutrophierung und anthropogenen Veränderungen zusammenhängen.
Da sich die Einschleppung von Neobiota auf lange Sicht nicht verhindern lässt, ist das frühe Aufspüren von noch jungen Populationen eine wichtige Ergänzung zur Prävention. Diese noch kleinen Populationen lassen sich kostengünstig auslöschen oder können über längere Zeit unter der Schwelle des Allee-Effekts gehalten werden.

### Bekämpfungsmaßnahmen
Weit kostspieliger sind Versuche, die weitere Ausbreitung eines etablierten Neobionten einzudämmen oder ihn lokal auszurotten. Hierbei wird zwischen verschiedenen Typen der Bekämpfung unterschieden. Bei physischer Bekämpfung werden die Neobionten z. B. mit Feuerwaffen getötet oder regelmäßig abgesammelt – solche Methoden sind jedoch mit hohen Kosten verbunden und bei geringer Populationsdichte des Neobionten ineffektiv. Unter chemische Bekämpfung fällt insbesondere der Einsatz von Pestiziden. Problematisch ist, dass die Gifte oft unbeabsichtigt heimische Tierarten oder den Menschen schädigen. Biologische Bekämpfung beinhaltet unter anderem Einführung von natürlichen Feinden, Parasiten und Viren des Neobionten, aber auch andere Ansätze wie etwa die Sterile Insect Technology. Gelegentlich zeigen biologische Bekämpfungsmaßnahmen Erfolg bei geringer Schadwirkung durch die Bekämpfungsmaßnahmen selber, in einigen Fällen verursachen die zu Bekämpfungszwecken neu eingeführten Arten jedoch unerwünschte Nebeneffekte. Typischerweise haben die zur Bekämpfung eingeführten Arten ein zu großes Wirkungsspektrum und verringern also auch den Bestand heimischer Arten. Damit kann eine empfindliche Störung des Ökosystems einhergehen.
Es ist wichtig, dass zur Bekämpfung eingeführte Arten neben hoher Wirkungsspezifität auch sehr effektiv sind, so dass ihr eigener Bestand aufgrund von Übernutzung von Ressourcen (in diesem Fall des Neobionten) zusammenbricht. Andernfalls können sie in Koexistenz mit dem Neobiont leben, sich womöglich zahlreich vermehren und zur Plage werden. Dies geschah, als man Fliegen der Gattung Urophora in Nordamerika aussetzte, um die eingeschleppten Flockenblumen Centaurea diffusa und C. maculosa zu bekämpfen. Stattdessen wurden Urophora-Fliegen in Koexistenz mit Centaurea-Arten sehr häufig, und die Larven von Urophora wurden zur wichtigen Nahrungsquelle für die Hirschmaus (Peromyscus maniculatus). In größeren Hirschmaus-Populationen werden Hantavirus-positive Individuen sowohl relativ als auch absolut häufiger. Im Endeffekt wurde also die menschliche Gesundheit gefährdet.
Ebenfalls können gentechnisch veränderte Varianten des Neobionten in die invasive Population eingebracht werden. Durch wiederholtes Aussetzen solcher Individuen werden schädliche Erbanlagen in den Genpool des Neobionten gebracht, die auf lange Sicht zum Aussterben des Neobionten führen sollen. Ein Beispiel ist das Trojan sex chromosome-Vorgehen, das momentan bei Fischen mit hemizygoten Männchen (Geschlechtschromosomen XY) und homozygoten Weibchen (XX) entwickelt wird. Durch spezielles Zuchtvorgehen über zwei Generationen und Östrogenbehandlung können phänotypische Weibchen erzeugt werden, die aber im Genotyp das Geschlechtschromosomenpaar YY tragen. Sie bekommen nur männliche Jungtiere, von denen die Hälfte wiederum nur männlichen Nachwuchs zeugen kann. Das regelmäßige Einschleusen von YY-Weibchen verschiebt die Geschlechterverteilung stark zugunsten der Männchen, bis die Population ausstirbt. Das Vorgehen gilt als vielversprechend, befindet sich jedoch noch in der Entwicklung. Beim Einsatz gentechnisch veränderter Individuen könnten jedoch schädliche Gene durch Hybridisierung in den Genpool anderer Tierarten gelangen. Vielerorts ist das Aussetzen gentechnisch veränderter Organismen rechtlich nicht möglich.
Eine weitere Möglichkeit zur Bekämpfung von Neobiota ist das Umwelt-Management, welches die Invasibilität von Ökosystemen senken will. Dazu können z. B. Störungen durch menschliche Aktivitäten vermieden werden, da durch Störungen und Heterogenität ein Ökosystem invasibler wird. In vielen Fällen verläuft die Ausbreitung eines Neobionten nicht an einer kontinuierlichen Front, sondern durch Satellitenpopulationen. Die Ausbreitungskorridore und möglichen Startpunkte zur Bildung von Satellitenpopulationen können im Rahmen des Umwelt-Managements geschlossen werden. Die Agakröte (Bufo marinus) verursachte starke Bestandsrückgänge bei australischen Tierarten. Sie ist zwar an das trockene Klima in großen Teilen Australiens nicht angepasst – künstliche Wasserstellen ermöglichen ihr jedoch, Trockenzeiten zu überdauern und sich über trockene Landstriche auszubreiten. Werden solche Wasserstellen hingegen umzäunt, geht der Krötenbestand zurück – gleichzeitig sind die Ausbreitungskorridore über die australischen Trockengebiete geschlossen. Dazu ist der ökologische Wert künstlicher Wasserstellen nur gering, der begrenzende Faktor für die Agakröte (Wasser) kann ihr also ohne weiteren Schaden an anderen Arten entzogen werden.

### Problematik
Die Bekämpfung von Neobiota kann bei niedriger Bestandsdichte problematisch werden. Demonstriert wurde dies bei einem Experiment, bei dem eine einzelne Ratte auf einer 9,3 ha großen Insel ausgesetzt wurde – es dauerte trotz intensiver Anstrengungen mehrere Monate, bis sie getötet wurde. Es kann also aufgrund geringer Dichte bei Neobionten im frühen Etablierungsstadium oder zum Ende einer Ausrottungskampagne zu Schwierigkeiten kommen. Bei der Hausziege wurde dieses Problem mit Judasziegen gelöst. Ein weiterer Lösungsweg wurde in Tasmanien entwickelt, um Invasionen des Rotfuchses (Vulpes vulpes) im Frühstadium zu erkennen: Aus Kot wird DNA gewonnen, mittels Polymerase-Kettenreaktion (PCR) amplifiziert und anschließend analysiert. Auf diese Weise können Neobiota identifiziert und, bei ausreichender Anzahl von Proben, auch die Geschlechterverteilung festgestellt werden. Eine weitere Früherkennungsmethode anhand von DNA-Analysen wurde bei französischen Populationen des Amerikanischen Ochsenfroschs (Rana catesbeiana) entwickelt: In Gewässern gelöste DNA von Ochsenfröschen kann durch spezielle Primer bei einer PCR gezielt amplifiziert werden. Generell schwierig ist die Bekämpfung aquatischer Neobiota wie Fische, da diese sich herkömmlichen Bekämpfungsmethoden entziehen, besonders schwer aufzuspüren sind und sich in Flusssystemen weiträumig verbreiten können.
Da Eindämmungskampagnen kostspielig sind und nicht immer Erfolg haben, wird in einigen Fällen deren Sinn in Frage gestellt, insbesondere wenn der Neobiont keine direkten Auswirkungen auf Wirtschaft oder menschliche Gesundheit hat. Kritiker denken, dass es in diesem Fall finanziell sinnvoller sei, die Neobiota unbehelligt zu lassen (LTL approach, Learn To Love 'Em approach). Insgesamt sind nach Myers et al. (2000) die oft mehrere Millionen Dollar teuren, groß angelegten Ausrottungskampagnen nur sinnvoll, wenn die Geldmittel (meist des Staates) ausreichend sind, alle nötigen und womöglich mit Nebenwirkungen behafteten Mittel genehmigt sind, die Biologie des Neobionten eine Bekämpfung auch bei niedrigen Populationsdichten ermöglicht und eine erneute Einschleppung verhindert werden kann. Sind diese Voraussetzungen nicht gegeben, könnte als Alternativmaßnahme in einer teuren Initiationskampagne die Populationsdichte gesenkt werden, um anschließend mit geringen Mitteln eine geringe Populationsgröße zu halten. Die aktuellen Regelungen des Weltmarkts ermöglichen praktisch keine Verursachungsgerechtigkeit bezüglich der Kosten einer Bekämpfung. Die Einführung einer Art Zoll würde die Kosten wohl recht effizient internalisieren, ist jedoch momentan illusorisch.
Kritiker stellen die Bekämpfung von Neobiota aus Artenschutzgründen teilweise in Zusammenhang mit Xenophobie; die Ausbreitung oder Einschleppung von Arten in neue Lebensräume sei ein natürlicher Vorgang. Man dürfe nicht von statischen Ökosystemen ausgehen, sondern müsse gemäß der Evolutionstheorie Natur als etwas Dynamisches begreifen, das sich ständig verändert. Gefordert wird eine wertfreie Diskussion auf einer rein naturwissenschaftlichen Ebene. Eine pauschale Bekämpfung von Neobiota aus ästhetischen Gründen sei nicht vertretbar. Des Weiteren wird das oft benutzte Stichdatum 1492 als willkürlich bezeichnet. Außerdem würden Neobiota oft selektiv wahrgenommen, z. B. hielten in Deutschland viele Menschen Wildkaninchen, Fasane oder Damhirsche für einheimische Arten, obwohl auch sie ebenfalls eingeführte Arten, mithin Neozoen, seien.
Dem entgegnet z. B. Simberloff (2005), dass Vorhersagen zur Schädlichkeit eines Neobionten nach wie vor sehr ungenau sind. Es sei besser, Neobiota präventiv zu bekämpfen. Auch können sich verschiedene Interessengruppen der Bekämpfung von Neobiota entgegenstellen. In Australien etwa erwehren sich Aborigines der Bekämpfungsmaßnahmen gegen die eingeführten Kaninchen, Wasserbüffel und Kamele, da diese für sie nun wichtiges Jagdwild seien.

## Staatliche Maßnahmen
Invasive Arten werden oft von Behörden beobachtet und in sogenannten Schwarzen Listen geführt. Für die ganze Europäische Union und assoziierte Nachbarländer wird eine Liste invasiver gebietsfremder Arten von unionsweiter Bedeutung geführt. Für 88 invasive Arten gibt es Melde-, Überwachungs- und Bekämpfungspflichen (Stand Oktober 2024). Die entsprechenden Maßnahmen nationaler Instanzen werden in der EASIN-Datenbank erfasst.

### Situation in Deutschland
Bis zum Jahr 2023 konnten sich in Deutschland rund 1.280 gebietsfremde Arten in der Natur dauerhaft etablieren und ausbreiten: 267 Archäobiota und 1.015 Neobiota. Damit haben Neobiota einen Anteil von rund 1 % am gesamten Artenbestand. Die Dunkelziffer ist allerdings groß, da bisher zum Beispiel Insekten und Pilze noch kaum erfasst sind. Von den Neobiota gelten 107 Arten als „invasiv“ und 114 als „potenziell invasiv“.
In Deutschland kommen etwa 1000 gebietsfremde Gefäßpflanzen vor, davon sind allerdings nur etwa 400 beständig etabliert und etwa 40 dieser Neophyten gelten als invasiv.
(-> Liste der Neophyten in Deutschland)
Bei den gebietsfremden Tierarten wird von etwa 1100 Arten in Deutschland ausgegangen, davon gelten etwa 260 Arten als beständig etabliert, darunter 30 Wirbeltiere.
(-> Liste der Neozoen in Deutschland)

### Situation in Österreich
In Österreich sind bisher rund 2.000 gebietsfremde Arten bekannt, die rund 3 % der gesamten Artenzahl ausmachen. Für Informationen und Meldungen dazu hat das Umweltbundesamt eine Internet-Plattform eingerichtet.
Der ÖWAV hat für eine Reihe von Neophyten Steckbriefe mit Hinweisen zur Bekämpfung erstellt, die sich an Personen richten, die in der Gewässerpflege tätig sind:

Aquatische Neophyten (2019) – Alligatorkraut, Amerikanischer Stinktierkohl, Brasilianisches Tausendblatt, Dichtblättrige Wasserpest, Großblütiges Heusenkraut, Große Wasserpest, Großer Algenfarn, Hahnenfußähnlicher Wassernabel, Kanadische Wasserpest, Karolina-Haarnixe, Nadelkraut, Wasserhyazinthe, Wasserschraube, Zierliche Wasserlinse.

Weitere Arten aus der Liste invasiver gebietsfremder Arten von unionsweiter Bedeutung (Invasive Alien Species – IAS) (2016) – Bambus, Beifuß-Traubenkraut, Blauglockenbaum, Bocksdorn, Drüsen-Springkraut, Eschen-Ahorn, Essigbaum, Japanischer Staudenknöterich, Sachalin-Staudenknöterich, Götterbaum, Goldrute, Kermesbeere, Riesen-Bärenklau, Robinie, Seidenpflanze, Sommerflieder, Topinambur.

### Situation in der Schweiz
Für die Schweiz ist die Liste der gebietsfremden invasiven Pflanzen der Schweiz bekannt. Darüber hinaus wurden 283 Arten als Neomyceten in der Schweiz identifiziert.

## Rezeption
Ausstellung
17. November 2021 bis 11. September 2022, Staatliches Museum für Naturkunde Karlsruhe: „Große Landesausstellung“ Neobiota – Natur im Wandel

### Amtlich/Offizielle
- Weltnaturschutzunion (IUCN), iucn.org: Invasive Species Specialist Group (ISSG)
  - Invasive Species Specialist Group (SSC): IUCN Guidelines for the prevention of biodiversity loss caused by alien invasive species. (Memento vom 18. April 2015 im Internet Archive; PDF; 86 kB): Richtlinien der IUCN zum Management von Neobiota
  - iucngisd.orgGlobal Invasive Species Database oder als archivierte Kopie. (Memento vom 27. April 2022 im Internet Archive) – Datenbank der ISSG zu Neobiota der IUCN
- gbif.org (europe-aliens.org): DAISIE – Datenbank zu Neobiota in Europa
- Bundesamt für Naturschutz (Deutschland): neobiota.bfn.de
- Neobiota in Nordrhein-Westfalen: neobiota.naturschutzinformationen.nrw.de (Mit Meldeportal)
- Koordinationsstelle Invasive Neophyten in Schutzgebieten Sachsen-Anhalts beim UfU e. V.: korina.info
- Bundesministerium für Land- und Forstwirtschaft, Umwelt und Wasserwirtschaft (Österreich, 2004): Österreichischer Aktionsplan zu gebietsfremden Arten (Neobiota). (Memento vom 30. November 2017 im Internet Archive; PDF; 405 kB)